# ZUKAN
ZUKAN（ズカン）は沖縄県出身・在住の5人組バンドである。

## 略歴
- 2006年1月1日、国頭郡金武町・宜野座村出身の沖縄県立宜野座高等学校の卒業生によってバンド結成。
- 2007年、沖縄限定CD「ZUKAN.ep」をリリース。タワーレコード那覇店チャート2週連続1位、TSUTAYA新都心店チャート月間1位、FM沖縄シングルチャート3位を獲得。
- 2008年4月、関西テレビ・フジテレビ系ドラマ『無理な恋愛』に本人役で出演。
- 2008年6月4日、阿部義晴をプロデューサーに迎え、シングル「ハイジ」でメジャーデビュー。
- 2008年11月12日、2ndシングル「シャイン」をリリース。
- 2009年1月21日、1stアルバム『GOLD』をリリース。
- 2009年4月、1st tour「ZUKAN GOLDEN WEEK チョット前 Tour」を東名阪沖縄で敢行。
- 2009年4月25日、沖縄県糸満市の糸満観光農園で開催されたMESHサポートチャリティフェスティバルにアーティスト演奏者として参加。
- 2009年8月、ゴリ（ガレッジセール）監督初作品『南の島のフリムン』にてエキストラ出演。
- 2010年6月23日、2ndアルバム『ワイワールド』をリリース。タワーレコード那覇店チャート6月21日～6月27日付CDランキング1位。
- 2010年6月、「ワイワールド」がテレビ東京系『ピラメキーノ』の6月度エンディングテーマに採用された。
- 2011年3月16日、au沖縄セルラー「はぴ♥らき☆なう♪」キャンペーンCMソング「はぴらき」（作曲 Mitchy Asai）配信開始。
- 2011年3月 東日本大震災への支援として、「はぴらき」の売上収益の全てを震災被害者に対しての支援にあてることを決定。
- 2011年9月 704が脱退し、NOBが加入。
- 2011年10月12日、3rdアルバム『little happiness』リリース。
- 2012年8月8日、4thアルバム『Sentimental Massage』リリース。

## メンバー

### 現在のメンバー
じゅんぼ以外のメンバーは、ぐーてんたーく（旧zukanwithoutafro（ズカンウィズアウトアフロ））としても活動している。
- じゅんぼ（ボーカル、6月23日生まれ）
  - 国頭郡金武町出身。血液型O型。現役の保育士。天然アフロがトレードマーク。
- ともや（ギター・ボーカル、5月15日生まれ）
  - 国頭郡金武町出身。血液型O型。殆どの楽曲を手がける。
- マコト（ギター、6月10日生まれ）
  - 国頭郡宜野座村出身・在住。血液型O型。
- モーリ（ベース、2月8日生まれ）
  - 国頭郡金武町出身。血液型A型。
- NOB（ノブ、ドラム、2月2日生まれ）
  - 血液型A型。2011年9月加入。

### 過去のメンバー
- 704（ナオシ、ドラム、2月11日生まれ）
  - 国頭郡金武町出身。血液型A型。2011年9月脱退。

## ディスコグラフィー

### シングル
1. ZUKAN. ep（2007年9月26日）沖縄限定
  1. J-パワー
  2. ハイジ
  3. 8 clolors of the rainbow
  4. G7
  5. サマータイム
  6. イージーライフ
2. ハイジ（2008年6月4日）
  1. ハイジ
  2. ZUKANの時間～パンチョさん登場の巻～
  3. ハイジ（カラオケ）
  4. ハイジ（DVDビデオクリップ）
3. シャイン（2008年11月12日）
  1. シャイン
  2. いとしこの夜
  3. チャイム
4. Xmasシングル「メリー」(2010年11月17日) 沖縄県内＆期間限定リリース
  1. メリー
  2. 泣き虫なぼくら
  3. メリー（Instバージョン）
5. はぴらき(2011年3月27日) 東日本大震災支援のため、急遽リリース
  1. はぴらき
  2. 泣き虫なぼくら
6. 笑み(2011年6月) ＦＭ沖縄コラボ 東日本大震災支援のため、つくり、youtubeや音楽配信していた曲をＣＤリリース！バックコーラスは、応募で決定したファンの家族が参加した。

### アルバム
1. GOLD（2009年1月21日発売）
  1. パーリー
  2. あおいちゃん
  3. ハイジ
  4. 8 colors of the rainbow
  5. サマータイム
  6. GOLDEN☆ZUKAN劇場
  7. マッハ
  8. トウゲンキョウ
  9. ありがとう
  10. チャイム
  11. グッバイ
  12. シャイン
2. ワイワールド（2010年6月23日発売)
  1. ワイワールド
  2. 小さな大きなたからもの
  3. Surf Rider
  4. かけら
  5. マンナカニアルモノ
  6. ライト
  7. TOBE TOBE TOBE
  8. ウォーカー
3. little happiness（2011年10月12日発売)
  1. ファイター
  2. You
  3. FlyHigh
  4. 泣き虫なぼくら
  5. Jブルース
  6. メリー
  7. カモンカモン
  8. Birthday
  9. はぴらき
  10. 09869（レキオロック）
4. Sentimental Massage（2012年8月8日発売)
  1. オドレオドレ ~Baile con una palma de Dios~
  2. ヒーロー
  3. モーニング
  4. GO!GO!サマー
  5. じゃきーん
  6. 星降る夜
  7. グッバイハロー
  8. ちちんぷいぷい
  9. なんくるないさ
  10. LAST FRIEND

## 主なライブ
- 2012年02月11日 - ZUKAN live 2012 東京スカイツリーを見てきました
- 2014年06月21日 - ZUKANワンマンライブ またせてごめんねトゥアー ～消費税8％ZUKAN100%～
- 2015年05月06日 - ZUKAN × 2源色 × Glean Piece スリーマンライブ

## タイアップ
- 「ハイジ」…2008年6月4日発売熊本朝日放送「パチプレTV-R」6月度エンディングテーマ曲
- 「シャイン」…2008年11月12日発売MBS・TBS系ひるドラ「パンダが町にやってくる」主題歌
- 「パーリー」…2009年1月21日発売TBS「オビラジR」1月度エンディングテーマ曲
- 「ワイワールド」…2010年6月23日テレビ東京系人気番組「ピラメキーノ」 6月のエンディングテーマに決定！
- 「小さな大きなたからもの」…2010年7月下旬よりNHKテレビ沖縄局 沖縄ちゅらうたにて1ヶ月間連日放送。
- Xmasシングル「メリー」…2010年11月～12月ブルーシールアイスクリームCMソング
- 「はぴらき」…2011年3月 au沖縄セルラー「はぴ♥らき☆なう♪」キャンペーンCMソング /作曲 Mitchy Asai
- 「FlyHigh」…沖縄県民放全局「うまんちゅひろば」テーマ曲。日本テレビ系情報番組「PON!」エンディングテーマ曲
- 「カモンカモン」…沖縄県就活キックオフキャンペーンソング

## 挿入歌
- 「ハイジ」…2008年4月8日から関西テレビの企画・制作によりフジテレビ系「無理な恋愛」劇中歌
- 「ハイジ」…2009年8月29日より角川シネマ新宿ほか全国にて公開「南の島のフリムン」挿入歌